# جون فولز
جون فلورنس بول (13 يونيو 1934 - 6 نوفمبر 2020) لاعبة ألعاب قوى في سباقات المضمار والميدان بريطانية، تنافست في سباق 100 متر وسباق 200 متر وسباق 4 × 100 متر تتابع في دورة الألعاب الأولمبية الصيفية 1952 ودورة الألعاب الأولمبية الصيفية 1956 وفازت بالميدالية البرونزية والميدالية الفضية في التتابع. كانت أفضل نتيجة فردية لها هي المركز الخامس في سباق 200 متر في عام 1956. في دورة الألعاب الإمبراطورية البريطانية والكومنولث عام 1958 فازت بالميدالية الذهبية في سباق تتابع 4 × 110 ياردة في وقت قياسي عالمي إلى جانب دوروثي هايمان ومادلين ويستون وهيذر أرميتاغ واحتلت المركز الرابع في سباق 220 ياردة والخامس في سباق 100 ياردة.

## نشأتها
ولدت باسم جون فلورنس فولز في شيبردز بوش عام 1934، أصلها من إيست أكتون. نشأت في كنف أجدادها. التحقت بمدرسة برلنغتون الثانوية في وود لين. تركت المدرسة عام 1951 وعمرها 17 عامًا.

## حياتها الشخصية
تزوجت من المبارز الأولمبي البريطاني ريموند بول. أصبح ابنهما ستيفن بول أيضًا مبارزًا أولمبيًا، وفاز ابن أخيهما باري بول بالميدالية الذهبية في ألعاب الكومنولث. كانت الزوجة الثانية للمغني روني كارول، الذي كانت تمتلك معه ناديًا ناجحًا في غرينادا في السبعينيات، حتى أوقفت الاضطرابات السياسية السياحة. انفصلا لاحقًا. كان زوجها الثالث إريك رينولدز، وانفصلا بعد عامين. أصبحت شخصية رئيسية في تطوير أسواق كامدن لوك، وأدارت العديد من المطاعم في لندن، بما في ذلك تلك التي كانت تتاجر باسم "Huffs". في عام 1993 بدأت في إدارة "سينما هامبستيد إيفريمان"، في هامبستيد، لندن، وحولت الطابق السفلي إلى بار ومطعم شهير، ثم باعت الموقع بالكامل لمجموعة إيفريمان.

## وفاتها
توفي فولز عن عمر يناهز 86 عامًا.